# Ljudmyla Pavlenko

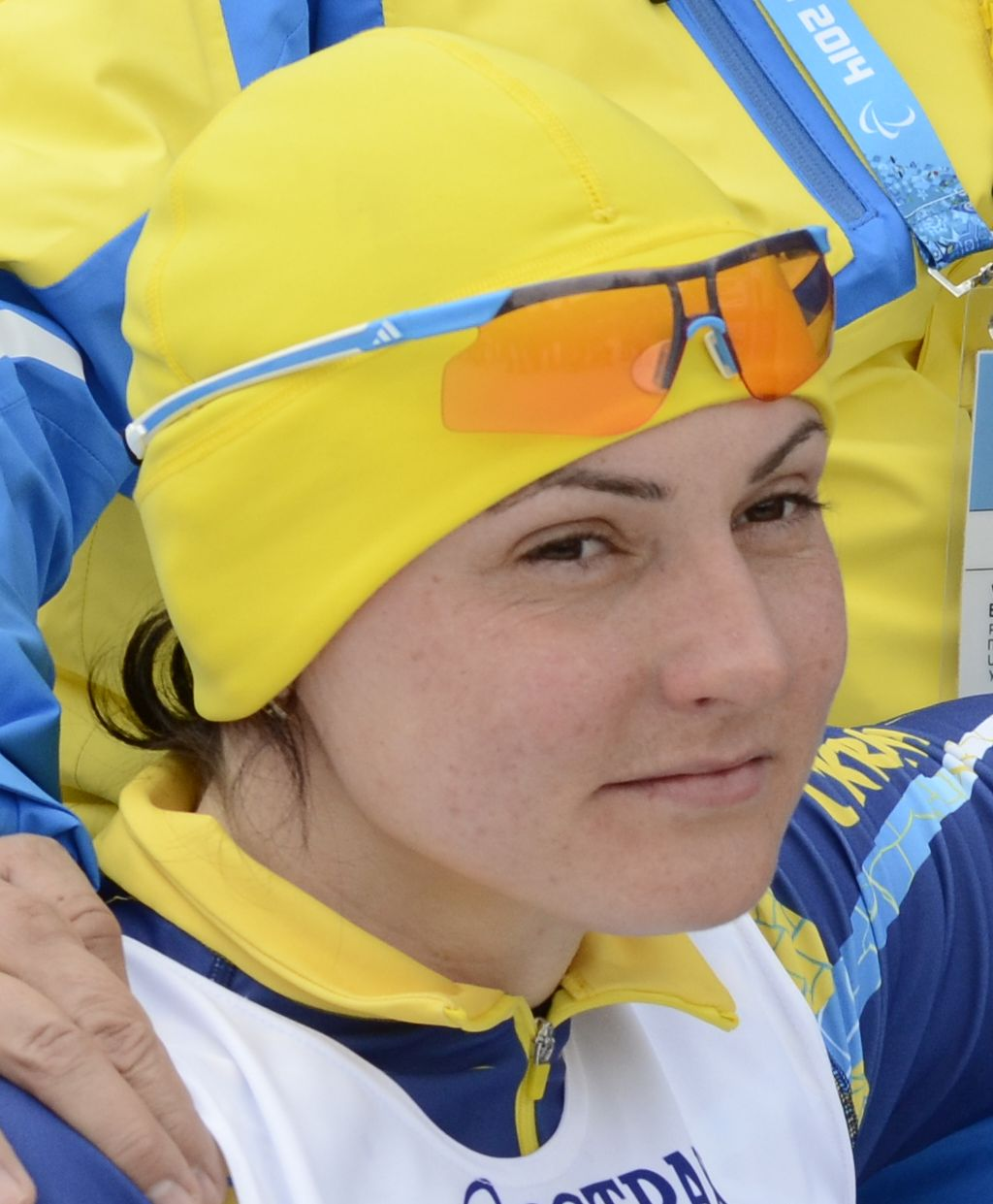
Pavlenko 2014.

Ljudmyla Volodymyrivna Pavlenko (ukrainska: Людмила Володимирівна Павленко), född 16 september 1981 i Charkov, Ukrainska SSR, Sovjetunionen, är en ukrainsk längdåkare och skidskytt. Pavlenko är cp-skadad sedan födseln och har tillsammans med sin man Dmitri en son.

## Meriter[1]
Paralympiska vinterspelen 2006    
- Silver, skidskytte 10 km sittande
- Brons, skidskytte 7,5 km sittande
- Brons, längdskidåkning stafett 3x2,5 km
- Brons, längdskidåkning 2,5 km sittande

Paralympiska vinterspelen 2010 
- Brons, skidskytte 4,8 km sittande

Paralympiska vinterspelen 2014
- Guld, längdskidåkning 12 km sittande
- Brons, skidskytte 10 km sittande
- Silver, längdskidåkning 5 km sittande